# Adenostyles alliariae
Adenostyles alliariae là một loài thực vật có hoa trong họ Cúc. Loài này được (Gouan) A.Kern. mô tả khoa học đầu tiên năm 1871.